# テネシー軍
テネシー軍（テネシーぐん、英: Army of the Tennessee）は、南北戦争の西部戦線で活動した軍でその名称はテネシー川に基づく。南軍にもテネシー軍（Army of Tennessee）があるが、こちらはテネシー州から名前を取っている。
北軍において「テネシー軍」の呼称が初めて使用されたのは1862年3月である。ユリシーズ・グラント少将隷下の西テネシー小軍管区（District of West Tennessee）の部隊を表すもので、より適切には「西テネシー軍（Army of West Tennessee）」と呼ばれるべきものであった。1862年4月、軍は大出血を被ったもののシャイローの戦いを戦い抜いた。続いてテネシー軍はオハイオ軍、ミシシッピ軍と合流し、比較的損害の少なかったコリンスの包囲戦に参戦し、その後テネシーとミシシッピにおける北軍の勢力を維持するために努力した。1862年10月、グラントはそれまでの西テネシー小軍管区からテネシー軍管区（Department of the Tennessee）の司令官に権限が拡大され、彼の指揮下にあるテネシー軍の名称は、その公式な担当区域を一致することとなった。グラントはビックスバーグ方面作戦における決定的な勝利まで、テネシー軍を指揮した。1863年7月以降、ウィリアム・シャーマンを始めとする後任の軍司令官に率いられ、テネシー軍はチャタヌーガ方面作戦からノックスビル解放作戦、メリディアンの戦い、アトランタ方面作戦、海への進軍、カロライナ方面作戦を戦い、戦争終了後に解散した。この記事では、グラントが1861年から1862年まで指揮していた、南東ミズーリ小軍管区（District of Southeast Missouri）およびケイロー小軍管区（District of Cairo）にも触れる。これらはベルモントの戦い、ヘンリー砦の戦い・ドネルソン砦の戦いでグラントが率いていた部隊であり、後のテネシー軍の中核となったためである。
2005年の研究によると、テネシー軍は「戦争のターニングポイントとなった重要な戦闘のほとんど、ドネルソン砦、ビックスバーグ、アトランタ、に参加し、決定的な戦域において決定的な勝利を得た」とされている。1867年、シャーマンはアトランタ方面作戦でのテネシー軍を振り返り、詩的な表現を用いて「追い詰められることもなく、常に勝利とともにあり、素早く行動し、攻撃精神旺盛で、その「鞭の風切り音」の名前にふさわしく、危急に応じて昼夜を問わず、晴れの日も嵐の日も、一方の側面から逆方向に素早く移動した」と評している。

## 歴史
テネシー軍は南北戦争における最も重要な軍であり、北軍の最も賞賛されたな2人の将軍、すなわちユリシーズ・グラントとウィリアム・シャーマンに深く関係していたことが、歴史に記憶されている。戦争の間の頻繁な軍事組織の改変と、部隊の名称に関する曖昧さのため、皮肉なことにテネシー軍が正式に編成された日時を特定するのが難しい。ただし、テネシー軍の核となる部隊は、グラントがイリノイ州ケイローに司令部をおいていた1861-1862年には形を成していたことを明記しておくべきであろう。これらの部隊は、グラントが西テネシー小軍管区の司令官になった後も、引き続き彼の指揮下にあった。この部隊は「西テネシー軍」と呼ばれることもあったが、こちらの方がより適切な名称であった。しかしながら、陸軍の書簡では、1862年3月から「テネシー軍」の呼称が使用され始めている。この名称はすぐに一般に使用されるようになり、1862年10月にグラントの管轄範囲がテネシー軍管区に拡大されたことで、軍の名称と管轄地域が一致することとなった。戦争の期間中、テネシー軍隷下の部隊は数多くの任務をこなし、軍自体も多くの下位部隊が追加されたり他の組織に所属が変更されたりして発展していった。また、隷下の多くの部隊が、ここで触れなかった戦いに参加している。例えば、1863年4月の時点で、ビックスバーグ方面作戦に参加していたのは、グラントの指揮下にあった部隊の半分以下であった。

### ケイローおよびベルモントの戦い

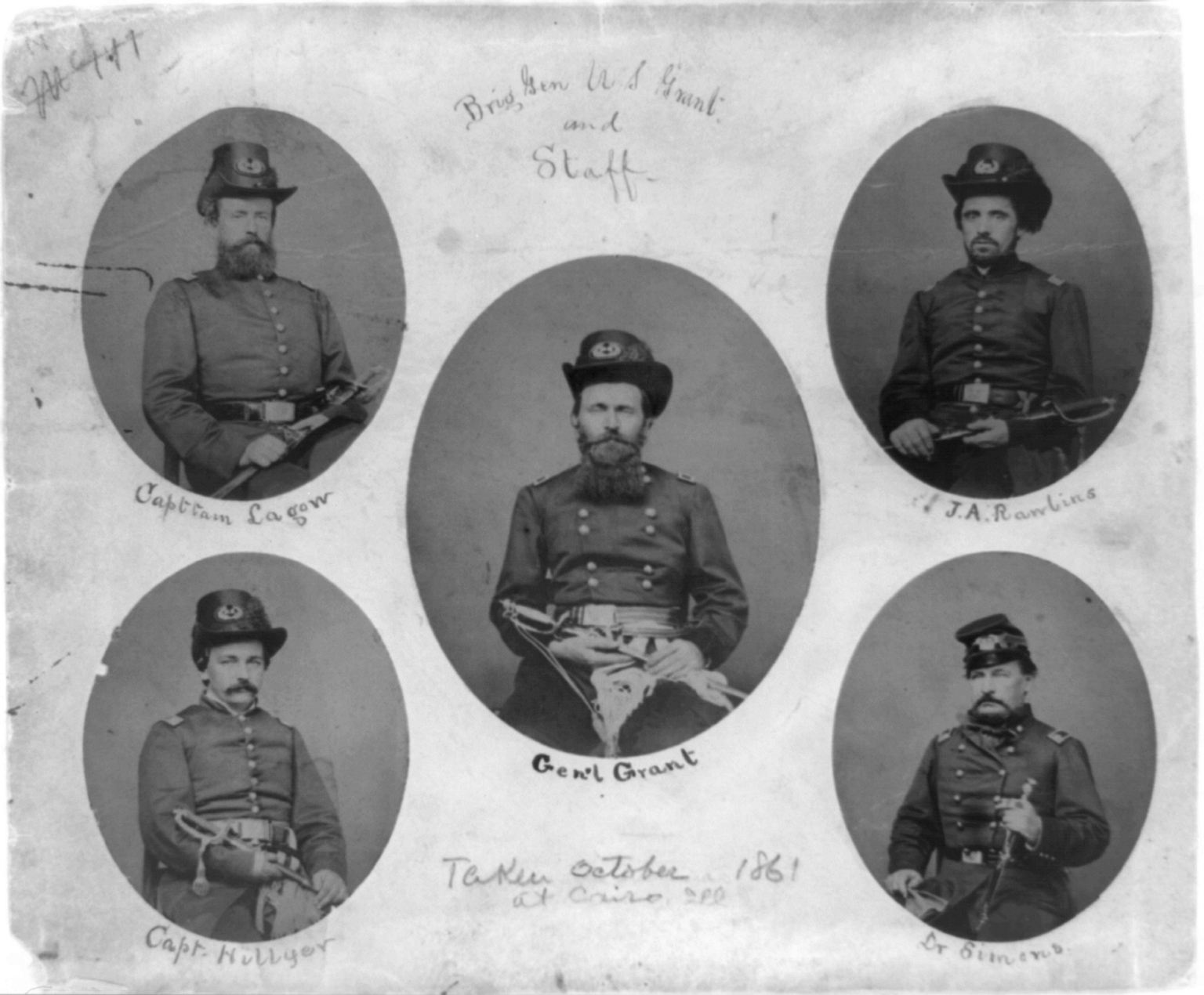
グラント准将とその参謀たち、1861年10月、イリノイ州ケイロー

1861年9月、北軍西部軍管区（Western Department）司令官であるジョン・C・フレモント少将の部下として、グラント准将は南東ミズーリ小軍管区の司令官に任命され、ケイローにその司令部を置いた。戦争中グラントの部下として彼を支援したジョン・アーロン・ローリンズは、「この時から...テネシー軍の組織拡大は始まった」と後に述べている。数日後、南軍は突如ミシシッピ川に面するケンタッキー州コロンバスを占領した。これに対応するため、グラントは小さな部隊を動かしてテネシー川とオハイオ川の合流点であるパデューカを奪取した。グラントのこの機先を制した行動は、南軍が戦略的に重要な都市を占領することを未然に防いだ。パデューカは直ちにチャールズ・F・スミス准将が指揮する別の部隊の管轄となり、この部隊はオハイオ川とカンバーランド川の合流点であるケンタッキー州スミスランドを占領した。
ローリンズによると、グラントの部隊の「戦闘という名に値する最初の活動」は、ミズーリ州フレデリックタウンの戦い（Battle of Fredericktown）であり、グラント隷下のいくつかの部隊が、M.J.トンプソン（M. Jeff Thompson）の南軍部隊を打ち破るのに協力した。グラント自身が指揮した最初の戦闘は、11月7日のベルモントの戦いであった。ベルモントはミシシッピ川を挟んでコロンバスの対岸に位置する都市である。グラントは、ジョン・A・マクラーナンド准将と共に、約3,000名の兵士をケイローから水路ベルモントに動かし、そこの南軍キャンプを攻撃し分断した。しかし、その後南軍の反撃に会い、グラントは部隊を輸送船に戻すために戦うこととなった。この最初の戦闘でのグラントの部隊の損害は約500人であり、南軍の損害も同程度であった。グラントは南軍の反撃に苦しだが、新聞は彼のことを好意的に記事にした。ローリンズの報告によると、この戦闘はグラントに、「戦力が十分であればいつでも戦うべきであるという信念」を与えた。11月にはまた、フレモントがセントルイスで指揮官を解任され、ヘンリー・ハレックが後任となり、その部隊はミズーリ軍管区（Department of the Missouri）と命名された。

### ヘンリー・ドネルソン方面作戦
12月20日、グラントの部隊にスミスの部隊が加わり、その名称はケイロー軍管区と変更された。1862年2月、北軍はテネシー川沿いのヘンリー砦、およびカンバーランド川沿いのドネルソン砦に対する作戦を開始した。この作戦におけるグラントの部隊の兵力は約27,000人であり、3個師団に分かれていた。師団長はそれぞれ、マクナーランド（第1師団）、スミス（第2師団）およびルー・ウォーレス准将の第3師団だった。

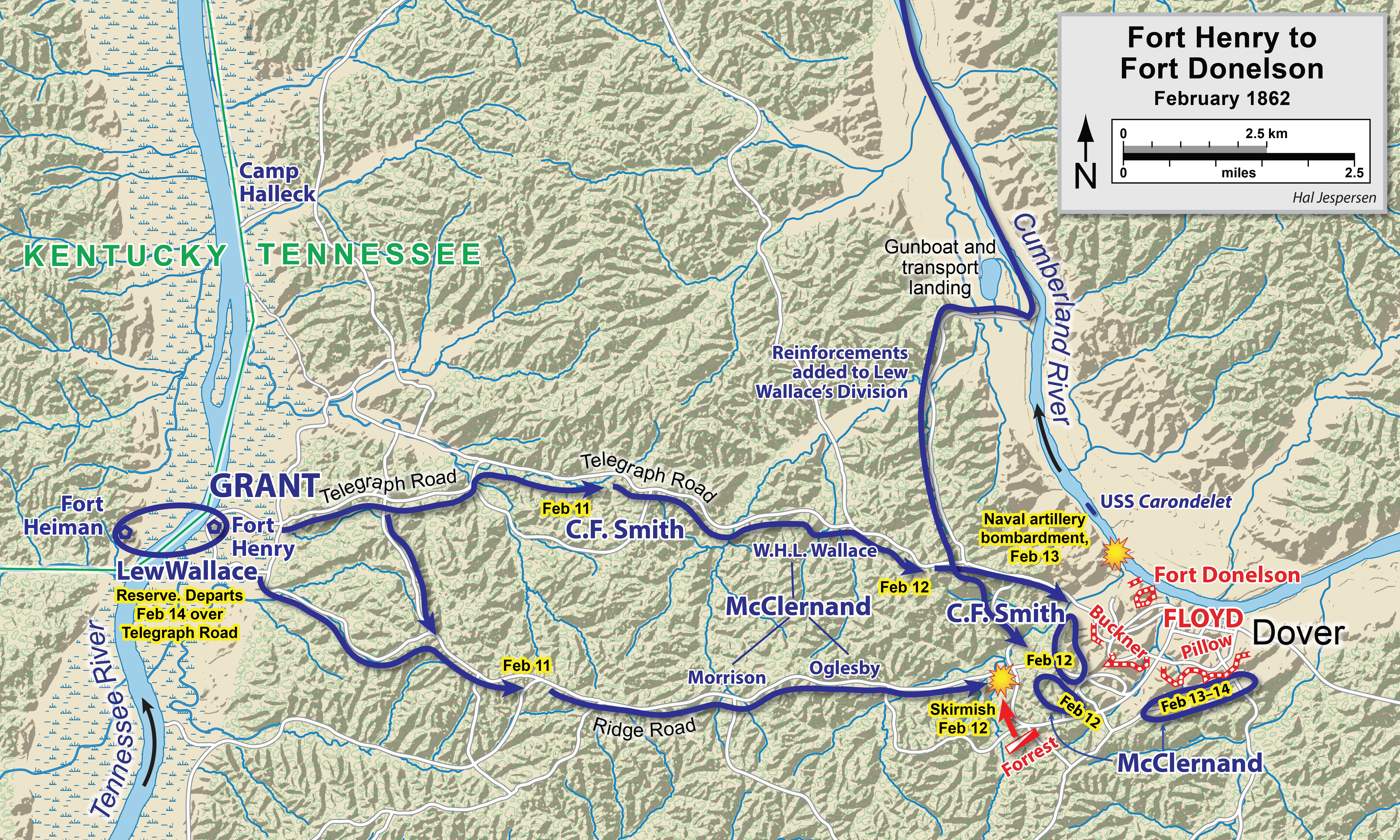
ヘンリー砦の戦いと、ドネルソン砦への移動
南軍
北軍

グラントは、マクナーランドおよびスミスの2個師団のみを率いてテネシー川を遡り、ヘンリー砦に向かった。2月6日、グラントが部隊に攻撃態勢を取らせる前に、砦はミシシッピ川戦隊司令であるアンドリュー・H・フットの前に降伏した
。数日後、冬の寒さの中、グラントの2個師団の大部分が、12マイルしか離れていない場所に位置する、より強力なドネルソン砦に向かって行軍を開始した。いくつかの北軍の連隊が、水路でドネルソン砦近くに到着し、これらの部隊はウォーレスの下に第3師団を形成した。ドネルソン峠の戦いは2月13日に開始され、激しい戦闘の後、2月16日に約15,000人の南軍守備部隊は無条件降伏した。
「テネシー軍」の名称が使用される1ヶ月前ではあるが、ヘンリー・ドネルソン方面作戦でグラントが指揮した3個師団が、この有名な軍の中核となり、またこの重要な勝利はその後の成功を予言するものであった。一人の歴史家は、ヘンリー・ドネルソンの勝利を「北軍の最初の明確な勝利であり、南軍の西部の防衛戦を断ち切るという成果をもたらし、ケンタッキーを北軍側に確保し、南部、特にテネシー州への侵攻路を開いた。」と記述している。別の歴史家は、グラントの部隊は、「作戦中に驚異的な勇敢さと忍耐を見せ」また「激しい戦闘が勝利をもたらす」ことを学んだと述べている。作戦の明確な成功の結果、グラント、マクラーナンド、スミス、ウオーレスは、全員が志願兵の少将に昇進した。グラントは他のいかなる条件での降伏も認めなかったため、「無条件降伏のグラント」として国民的な英雄となった。

#### ドネルソンの戦いの戦闘序列
|                                         | 師団                                  | 旅団 |
| --------------------------------------- | ------------------------------------- | --- |
| ケイロー軍管区 ユリシーズ・グラント准将 | 第1師団 ジョン・A・マクラーナンド准将 | - 第1旅団（5個歩兵連隊、1個砲兵中隊、6個騎兵連隊） - 第2旅団（4個歩兵連隊、2個砲兵中隊、1個騎兵連隊） - 第3旅団（2個歩兵連隊、2個砲兵中隊） |
| ケイロー軍管区 ユリシーズ・グラント准将 | 第2師団 チャールズ・F・スミス准将     | - 第1旅団（3個歩兵連隊） - 第3旅団（6個歩兵連隊、1個砲兵中隊） - 第4旅団（4個歩兵連隊、1個狙撃兵連隊） - 第5旅団（2個歩兵連隊）             |
| ケイロー軍管区 ユリシーズ・グラント准将 | 第3師団 ルー・ウォーレス准将          | - 第1旅団（4個歩兵連隊） - 第2旅団（4個歩兵連隊） - 第3旅団（4個歩兵連隊） - 独立部隊（1個歩兵中隊、1個砲兵中隊）                           |

他に海軍の艦艇7隻が参加。

### シャイローの戦い

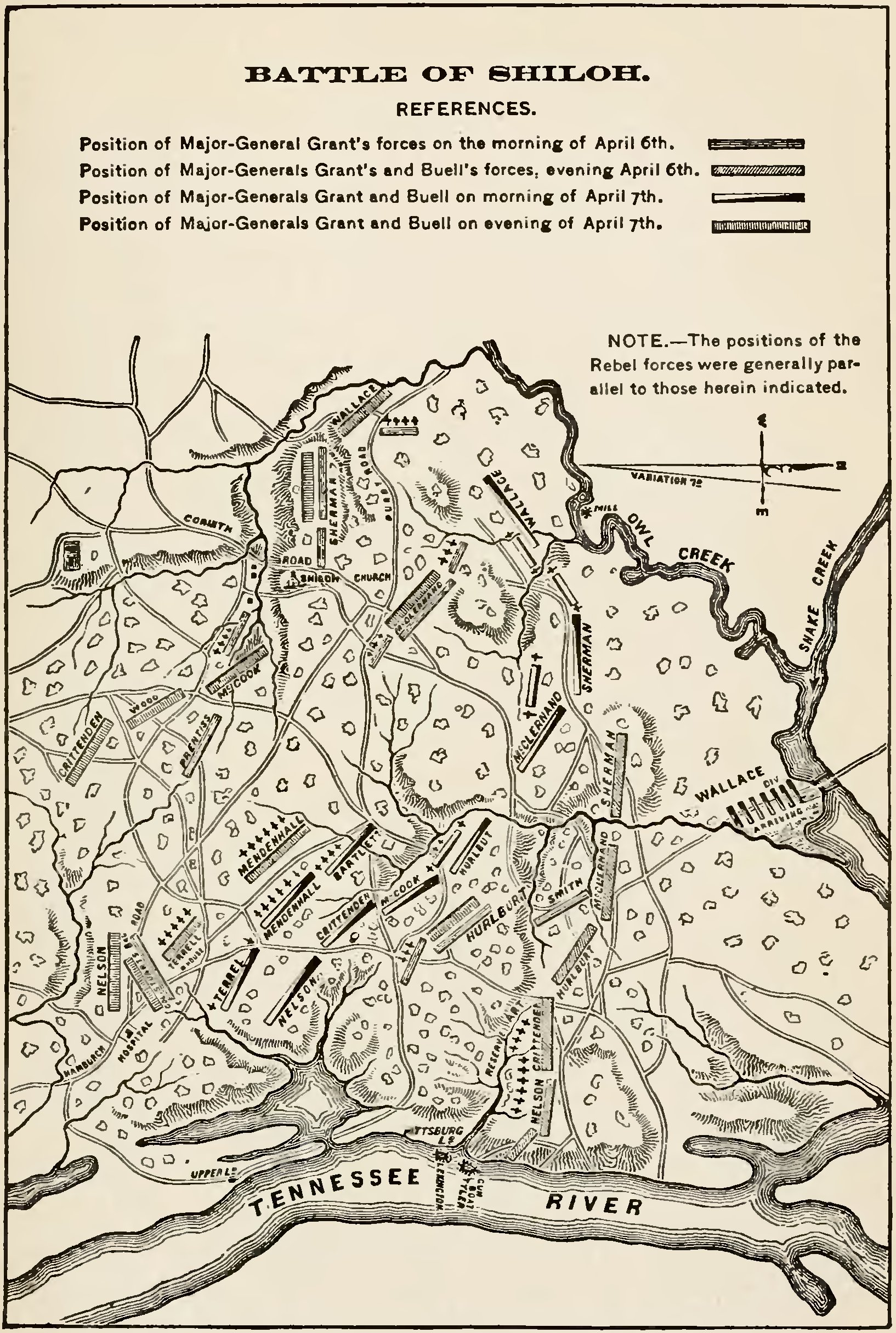
シャイローの戦い：テネシー軍の苦難

1862年2月14日、ドネルソン方面作戦中ではあったが、グラントは新設された西テネシー軍管区の司令官に任命された。本来なら「西テネシー軍」と呼ばれるべきであったが、その後直ぐに彼の部隊は「テネシー軍」と呼ばれるようになった。その後の数カ月の間に、グラントは2度にわたって軍の指揮権を失う危機に陥った。そのような展開になっていたら、間違いなくテネシー軍の将来や性質を変えたであろうし、また後のグラントの成功の源となった「リーダーシップの継続」をも、奪ってしまうこととなったであろう。
3月初め、グラントの上司でありミズーリ軍管区（Department of the Missouri）の司令官であったヘンリー・ハレックは、北軍が奪取したヘンリー砦からテネシー川を遡る遠征隊をグラントが率いるように命じた。しかしながら3月4日には、遠征軍の現場指揮権をスミスに移譲するようにグラントに命じた。この命令はハレックの嫉妬と、またハレックがグラントとの間に管理上の問題を有しており、グラントに対する信頼を持っていなかったことが原因であった。スミスは最初遠征隊を、川の東岸でヘンリー砦から約160kmの距離にあるテネシー州サバンナに向けた。その後直ちに、分遣隊14km南の対岸にあるピッツバーグ・ランディングに進めた。一方、ハレックの部隊は拡大され、名称もミシシッピ軍管区（Department of the Mississippi）と変更された。この際にグラントは現場指揮官に復帰したが、これはおそらくエイブラハム・リンカーン大統領の個人的な介入によると思われる。グラントは3月17日にテネシー軍と合流した。4月始めまでに、グラントの軍は兵力約50,000名に拡大しており、6個師団を隷下においていた。新たに加わった3個師団の師団長は、スティーブン・ハールバット（Stephen A. Hurlbut）准将（第4師団）、ウィリアム・シャーマン准将（第5師団）、ベンジャミン・M・プレンティス准将（第6師団）であった。また、スミスが脚の負傷で衰弱していたため、W・H・L・ウォレスが第2師団長を引き継いだ。
4月6日から7日にかけて、グラントは戦争のそれまでの時点で最大の出血となった、シャイローの戦いを戦った。南軍の部隊は、ミシシッピ州コリンスからほとんど探知されることなく前進し、ピッツバーグ・ランディングにあったテネシー軍の5個師団に攻撃をかけてきた。戦いの初日、奇襲を受け、また塹壕にも入っていなかった北軍は、死に物狂いに戦ったが、多くの損害を出した。しかしながら、待ち望まれていたドン・カルロス・ビューエルの率いるオハイオ軍隷下の部隊が、その日の遅くにはいくつか到着し、また他の部隊も夜中から翌日にかけて到着して、グラントの軍を補強した。さらに夕方には、ピッツバーグ・ランディングからは離れたクランプス・ランディングにあった、ルー・ウオーレスの第3師団が到着した。ビューエルとウォーレスの部隊で強化されたため、グラントは4月7日に反撃を開始し、南軍を駆逐、コリンスへ押し戻した。ある歴史家は「グラントのシャイローでの勝利は、血まみれでまた苦いものであったが、南軍がミシシッピ渓谷から撤退することを運命づけた」と記している 。しかし短期的には、グラントが準備を怠っていたことに対する批判、シャーマンの急速な少将への昇進、ミシシッピ州プレンティスの占領、第2師団長のウオレスの瀕死の重傷、グラントのルー・ウォーレスに対する信頼の低下、といった結果をもたらした。加えて、4月後半には脚の負傷（戦傷ではない）の合併症でスミスが死亡した。

#### シャイローの戦いのテネシー軍戦闘序列
|                                           | 師団                                                      | 旅団 |
| ----------------------------------------- | --------------------------------------------------------- | --- |
| テネシー軍 ユリシーズ・グラント少将       | 第1師団 ジョン・A・マクラーナンド少将                     | - 第1旅団（4個歩兵連隊、1個砲兵中隊） - 第2旅団（4個歩兵連隊） - 第3旅団（4個歩兵連隊、1個騎兵連隊） - 独立部隊（1個騎兵連隊、4個砲兵中隊）             |
| テネシー軍 ユリシーズ・グラント少将       | 第2師団 W・H・L・ウォレス准将（負傷） James M. Tuttle大佐 | - 第1旅団（4個歩兵連隊） - 第2旅団（4個歩兵連隊、1個狙撃兵連隊） - 第3旅団（6個歩兵連隊） - 独立部隊（4個騎兵中隊、4個砲兵中隊）                        |
| テネシー軍 ユリシーズ・グラント少将       | 第3師団 ルー・ウォーレス少将                              | - 第1旅団（3個歩兵連隊） - 第2旅団（4個歩兵連隊） - 第3旅団（4個歩兵連隊） - 独立部隊（2個騎兵大隊、2個砲兵中隊）                                       |
| テネシー軍 ユリシーズ・グラント少将       | 第4師団 Stephen A. Hurlbut准将                            | - 第1旅団（4個歩兵連隊） - 第2旅団（4個歩兵連隊） - 第3旅団（4個歩兵連隊、1個騎兵連隊） - 独立部隊（2個騎兵大隊、2個砲兵中隊）                          |
| テネシー軍 ユリシーズ・グラント少将       | 第5師団 ウィリアム・シャーマン准将                        | - 第1旅団（3個歩兵連隊、1個砲兵中隊） - 第2旅団（3個歩兵連隊） - 第3旅団（3個歩兵連隊） - 第4旅団（3個歩兵連隊） - 独立部隊（2個騎兵大隊、2個砲兵中隊） |
| テネシー軍 ユリシーズ・グラント少将       | 第6師団 ベンジャミン・M・プレンティス准将                 | - 第1旅団（4個歩兵連隊） - 第2旅団（3個歩兵連隊） - 独立部隊（2個歩兵連隊、8個騎兵大隊、3個砲兵中隊）                                                   |
| テネシー軍 ユリシーズ・グラント少将       | 独立部隊                                                  | - 2個歩兵連隊 - 6個砲兵中隊 |
| オハイオ軍 ドン・カルロス・ビューエル少将 | 4個師団                                                   | 10個旅団および独立部隊 |

### コリンス包囲戦
シャイローの戦いが終わった後、グラントに2度めの危機が訪れたが、同時に将来のテネシー軍を予告するような複数の軍を使用した大規模な作戦も発動した。事前の計画に従って、グラントの上司に当たるハレック少将が、現場の指揮をとるためにピッツバーグ・ランディングに到着した。鉄道の中心であるコリンスに集結した南軍を攻撃するため、ハレックは100,000名以上の兵力からなる軍集団を組織した。ハレックの軍集団には、グラントのテネシー軍の他に、ビューエルのオハイオ軍、ジョン・ポープ少将のミシシッピ軍が含まれた。4月30日、ハレックは軍集団を3つの「翼」と予備部隊に分割した。左翼の指揮官はポープ、中央翼はビューエル、右翼はジョージ・ヘンリー・トーマス少将であり、予備部隊はマクラーナンドが指揮をとることとなった。グラントの第1師団と第3師団は予備とされたが、右翼はグラントの第2、第4、第5および第6師団に加え、オハイオ軍第1師団（トーマス自身が師団長）から構成されていた。言い換えると、ハレックはトーマスをオハイオ軍の師団長から、ほとんどがグラントのテネシー軍の師団で構成される右翼の指揮官に引き上げたこととなる。
ハレックはグラントをこの10万人の軍集団の「副司令官」に任命したが、同時にグラントが「テネシー軍」（右翼および予備部隊）の指揮権を持つことも明確に確認している。ハレックが何故グラントに影響を与えるこのような行動をとったかは不明である。グラントは当時シャイローでの不手際から強い社会的批判にさらされていたが、やがて副司令官という地位は拘束されているに等しいと不満を申し立てている。彼の不満の中には、ハレックが組織上はグラントの指揮下にあるはずのトーマスと右翼部隊の各師団長に直接司令を出しているということが含まれていた。このグラントを当惑させるぎくしゃくした指揮系統のまま、ハレックの軍集団は5月一杯をかけて、前進するごとに塹壕で防御を固めてコリンスから20マイルの距離まで進出した。このコリンスの包囲戦は、南軍部隊が5月29日の夜から30日にかけて町を放棄して撤退したことで終了した。グラントは後に、ハレックはこの作戦で達成すべきことを全て失敗したと述べている。しかしながら、トーマスの右翼部隊で師団長を務めていたシャーマンは、この作戦はテネシー軍を含め、ハレックの部隊の実地訓練として重要であったとして「この作戦は、我々の部隊に防御作戦と哨戒行動を教え、屋外での生活に慣れさせるものであった。そしてコリンスに到達するまでに、私はこの大陸で最良の軍であると信じるようになった」と評価している。
コリンスが陥落した後、グラントは欲求不満のため軍を辞めようとしたが、シャーマンが説得して思い止まらせた。このときの経験が、後にシャーマンとの関係を親密なものとし、逆にトーマスとの関係を冷たいものとした。グラントとシャーマンの信頼関係は、後のテネシー軍の有効性に大いに貢献した。コリンス陥落後、ハレックは作戦に使用した軍集団を解散した。6月10日、ハレックはグラントにテネシー軍の直接指揮権を再び与えた。ビューエルはテネシー州チャタヌーガに向かい、トーマスとその師団はビューエルの軍に戻った。軍管区司令官のハレックはコリンスに残り、グラントは西テネシー小軍管区の司令部を新たに占領したテネシー州メンフィスに置いたが、軍は「ミシシッピとテネシーの州境の6つの鉄道に沿って引き伸ばされた」 。こうして、シャイロー戦いの前後に生じた危機を乗り越え、グラントは「彼の当然のような確固たる姿勢と部下を叱咤する攻撃性」を反映した「自分の理想の軍隊」にテネシー軍を作り上げていく地位に留まることとなった。

#### コリンス包囲戦の戦闘序列
総司令官：ヘンリー・ハレック少将

副司令官：ユリシーズ・グラント少将
|                                                         | 師団                                                                                       | 旅団                                     |
| ------------------------------------------------------- | ------------------------------------------------------------------------------------------ | ---------------------------------------- |
| 右翼（テネシー軍中核） ジョージ・ヘンリー・トーマス少将 | オハイオ軍第1師団 ジョージ・ヘンリー・トーマス少将 Thomas W. Sherman准将                   | - 第1旅団 - 第2旅団 - 第3旅団            |
| 右翼（テネシー軍中核） ジョージ・ヘンリー・トーマス少将 | テネシー軍第2師団 Thomas Alfred Davies准将                                                 | - 第1旅団 - 第2旅団 - 第3旅団            |
| 右翼（テネシー軍中核） ジョージ・ヘンリー・トーマス少将 | テネシー軍第4師団 Stephen A. Hurlbut准将                                                   | - 第1旅団 - 第2旅団                      |
| 右翼（テネシー軍中核） ジョージ・ヘンリー・トーマス少将 | テネシー軍第5師団 ウィリアム・シャーマン准将                                               | - 第1旅団 - 第2旅団 - 第3旅団 - 騎兵旅団 |
| 右翼（テネシー軍中核） ジョージ・ヘンリー・トーマス少将 | テネシー軍第6師団 Thomas J. McKean准将 Thomas W. Sherman准将 Thomas J. McKean准将          | - 第1旅団 - 第2旅団 - 第3旅団            |
| 中央翼（オハイオ軍） ドン・カルロス・ビューエル少将     | 4個師団                                                                                    | 11個旅団                                 |
| 左翼（ミシシッピ軍） ジョン・ポープ少将                 | 歩兵4個師団 騎兵1個師団                                                                    | 歩兵9個旅団 騎兵2個旅団                  |
| 予備部隊（テネシー軍） ジョン・A・マクラーナンド少将    | テネシー軍第1師団 ジョン・A・マクラーナンド少将 ジョン・A・ローガン准将 Henry M. Judah准将 | - 第1旅団 - 第2旅団 - 第3旅団            |
| 予備部隊（テネシー軍） ジョン・A・マクラーナンド少将    | テネシー軍第3師団 ルー・ウォーレス少将                                                     | - 第1旅団 - 第2旅団 - 第3旅団            |

### イウカ及び第二次コリンスの戦い

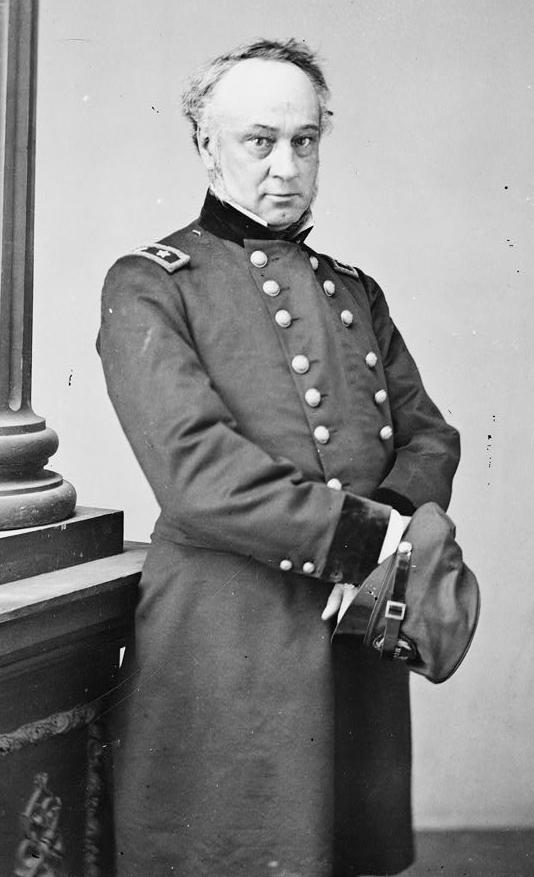
upriヘンリー・ハレック少将

1862年7月、リンカーンはハレックをワシントンに呼び戻し、陸軍総司令官に任命した。ミシシッピ軍管区の後任司令官は任命されなかったため、9月までに広大な地域を管轄したミシシッピ軍管区は解散された。それに先立つ7月16日、ハレックはグラントの西テネシー小軍管区を拡大し、アラバマ州とミシシッピ州も管轄に含め、ローズクランズの指揮下にあった5個師団からなるミシシッピ軍も隷下におくこととなった。グラントは、拡大した責任に対処できるよう、軍の司令部をコリンス（後にはジャクソン）に移した。しかし、その後すぐに4個師団（トーマスの師団とローズクランズのミシシッピ軍から3個師団）がビューエルのオハイオ軍に配属替えとなり、これらを失うこととなった。このため、テネシー軍の兵力は約80,000名から50,000名以下となった。この戦力低下により、グラントは残存兵力を用いて南軍の脅威に対して、「防御的」姿勢をとることとなった。グラントは後に、この頃が「戦争期間中、最も不安な時期であった」と述べている。9月になって、ローズクランズがイウカの戦いで勝利し、その結果として生じた第二次コリンスの戦いで勝利したことにより、この不安な時期は終った。この2つの戦いにおいて、グラントはローズクランズの近くにあり、戦場には出向かなかったが、彼に協力した。ローズクランズはイウカでは縮小されたミシシッピ軍を率い、コリンスではテネシー軍からの2個師団の支援を受けた。コリンスでの勝利は、グラントを「管轄地域の安全性に関する不安」から開放するに十分なものであった。
10月16日、グラントの管轄地域は再度見直され、レベルも小軍管区（district）から軍管区（department）に変更され、テネシー軍管区となった。これによりテネシー軍の名称は公式な管轄範囲と一致することとなった。同じく10月には、ビュエルがオハイオ軍司令官の地位を失い、ローズクランズが引き継いだが、この際に名称もカンバーランド軍に変更された。12月18日に出された命令により、実行にはやや時間がかかったものの、グラントのテネシー軍は4個の軍団に分割された。すなわち、マクナーランドの第13軍団、シャーマンの第15軍団、スティーブン・ハールバット（Stephen A. Hurlbut）の第16軍団、およびジェイムズ・マクファーソンの第17軍団である。それぞれの軍団は複数の師団に加え、独立した騎兵部隊と砲兵部隊を有しいていた。1863年4月30日の公式文書での報告によれば、テネシー軍の兵力は約150,000名であった。

#### 第二次コリンスの戦いの戦闘序列
|                                                 | 師団                                           | 旅団 |
| ----------------------------------------------- | ---------------------------------------------- | --- |
| ミシシッピ軍 ウィリアム・ローズクランズ少将     | 歩兵3個師団                                    | 歩兵6個旅団 独立部隊 |
| テネシー軍分遣隊 ジェイムズ・マクファーソン少将 | 第2師団 Thomas Alfred Davies准将               | - 第1旅団（7個歩兵連隊） - 第2旅団（4個歩兵連隊） - 第3旅団（3個歩兵連隊） - 砲兵部隊（4個砲兵中隊） - 独立部隊（1個狙撃兵連隊） |
| テネシー軍分遣隊 ジェイムズ・マクファーソン少将 | 第6師団 John McArthur准将 Thomas J. McKean准将 | - 第1旅団（3個歩兵連隊） - 第2旅団（5個歩兵連隊） - 第3旅団（4個歩兵連隊） - 砲兵部隊（5個砲兵中隊）                             |

### ビックスバーグ方面作戦
1862年秋、グラントはミシシッピ川の東岸に位置し、ジョン・C・ペンバートン中将の指揮下の南軍が守るビックスバーグに対する作戦を開始した。12月、グラントの最初の試みは、南軍が北軍の補給線、特にミシシッピ州ホリースプリングスの補給処に攻撃をかけてきたために失敗に終わり、グラントは東からビックスバーグに迫るという計画を放棄せざるを得なくなった。シャーマンはグラント呼応して、ミシシッピ川を下ってビックスバーグを攻める予定であったが、チカソー・バイユーの戦いで南軍の反撃にあった。その間、当初はグラントも気付いていなかったが、部下の一人であるマクナーランド（元々民主党の下院議員であった）はリンカーンに対するその政治力を利用して、ビックスバーグを攻める自身の遠征軍を編成することを認められた。ある歴史家「南北戦争における最も奇妙なエピソードの一つ」とみなしている。マクナーランドはグラントの潜在的な競争相手に浮上したが、マクナーランドが新たな部隊を中西部で編成し送り込んできたため、長期的に見ればテネシー軍を利することとなった。チカソー・バイユーの戦いから間もない1863年1月、マクラーナンドはシャーマンの第15軍団も傘下に収めた30,000名からなる部隊の司令官となり、その軍をミシシッピ軍と呼んだ。マクラーナンドとシャーマンはアーカンザス川のハインドマン砦の戦いで勝利した。しかしグラントはマクラーナンドの目標を「無駄な骨折り」と考え、北軍最高司令官であるハレックもグラントにビックスバーグ方面作戦全般の識見を与えた。このため、一時的に存在したマクラーナンドのミシシッピ軍はテネシー軍に吸収され、マクラーナンド自身の以降の作戦への参加は、グラント隷下の第13軍団の軍団長としてのものとなった。

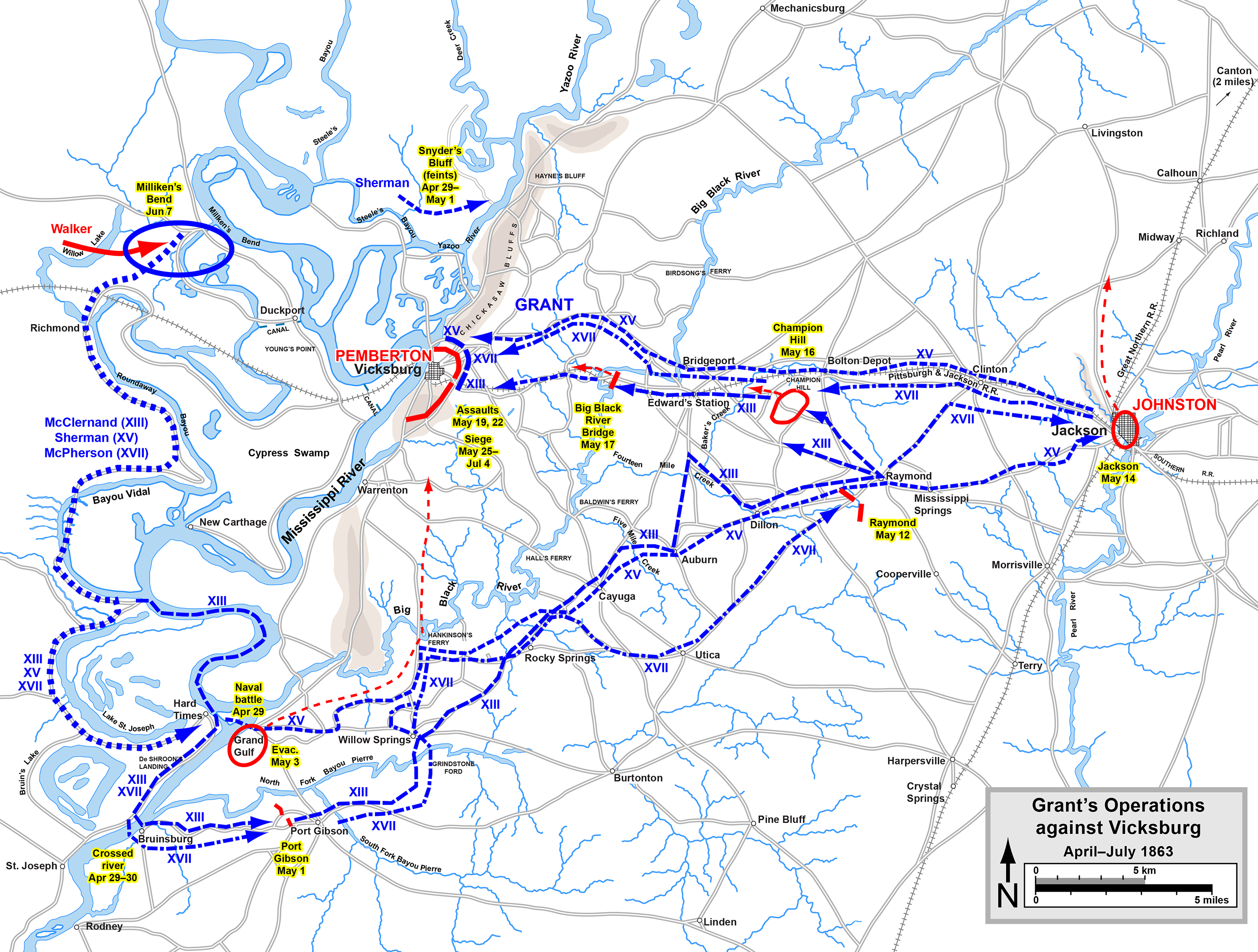
グラントのビックスバーグに対する作戦

1863年の最初の数カ月、グラントはビックスバーグを北から攻撃するための、いくつなの役に立たなかった作戦を実施した。ある新聞はこれに対して「テネシー軍は酔っ払ったグラントの指揮の下、泥に脚を取られるような遠征で壊滅しかけており、彼の信頼する補佐官であるシャーマンは精神錯乱者である」との批判記事を掲載している。しかしながら4月には、ミシシッピ川の西岸を南下し、海軍の協力を得て渡河を行い、ビックスバーグの南方に達した。ミシシッピ川戦隊のデイビッド・ディクソン・ポーター少将代理との共同作戦は順調に進み、グラントは第13軍団（マクラーナンド）、第15軍団（シャーマン）および第17軍団（マクファーソン）から構成される約40,000の兵力を、1南軍の2つの軍、ペンバートンのビックスバーグ守備軍およびジョセフ・ジョンストンの救援軍、に対して機動させた。5月14日にジャクソンを攻略・占領、5月16日にチャンピオンヒルの戦いに勝利し、グラントは5月19日と22日にビックスバーグの南軍の塹壕に対する攻撃を行ったが、これには失敗し、その後は新たな損害を避けるために包囲戦に移行した。
包囲戦の間に、包囲軍はテネシー軍管区内外の戦力によって大幅に増強され、1863年7月報告による軍管区の総兵力約175,000人に対して、ビックスバーグにおけるグラントの兵力は70,000人以上に達していた。これらの兵力増強には、ハールバットのテネシー軍第16軍団からはカドワラダー・ウォッシュバーンが率いる分遣隊（2個師団）、フロンティア軍からはフランシス・ヘロン（Francis J. Herron）准将の師団（第17軍団に編入）、アンブローズ・バーンサイドのオハイオ軍からはジョン・パーク少将が率いる8,000名の第9軍団が含まれていた。6月18日、不服従を理由として、グラントは常に政治的であったマクラーナンドを解任し、第13軍団長にエドワード・オードを任命した。ビックスバーグは最終的には7月4日に降伏した。約30,000人の守備兵は捕虜にはならず、不戦宣誓後に釈放された。ビックスバーグの陥落前であったが、シャーマンに対する信頼を反映して、グラントはシャーマンを第9、第13、第15および第17軍団から抽出した部隊の指揮官とし、東方から攻撃をかけてくる可能性のあるジョンストンの救援軍から包囲軍を守る任務を与えた。ビックスバーグの陥落後、シャーマンは大規模な遠征軍（第9、第13及び第15軍団）を率いて、ジョンストンをジャクソンより遠方に追いやり、その後ビックスバーグに戻った。この作戦においてはフレデリック・スティール（Frederick Steele）少将が第15軍団の指揮を代行した。

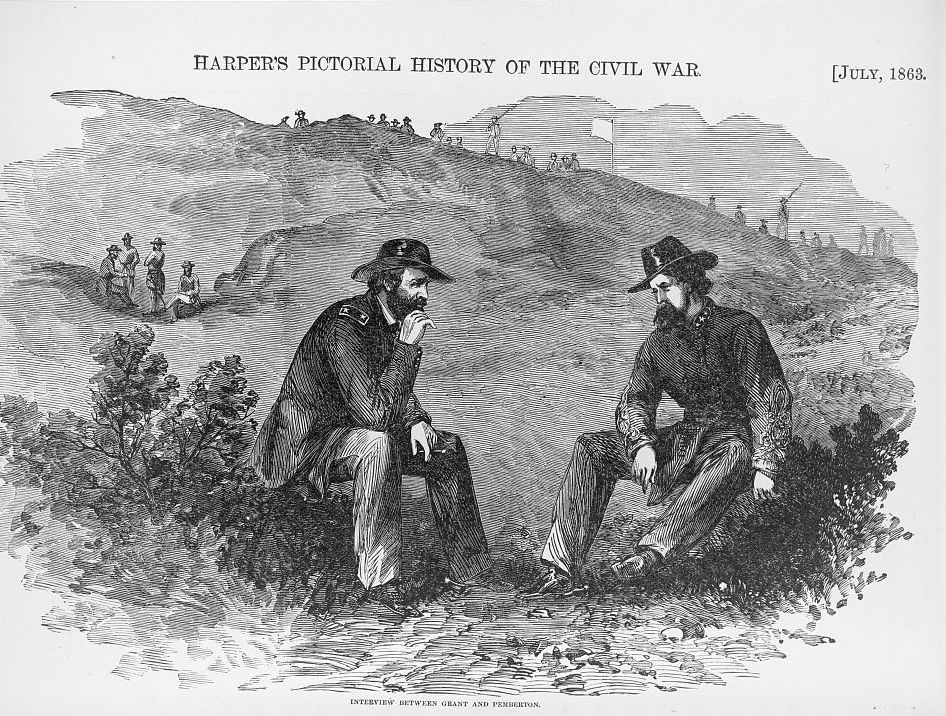
ビックスバーグ降伏後のグラントと南軍のペンバートン中将

グラントによるビックスバーグの占領は、長い歴史を持つテネシー軍所属部隊の働きによるところが大であったが、南北戦争における最も重要な北軍の勝利の一つであった。これにより、北軍はミズーリ川を自由に航行できるようになり、アメリカ連合国は分断されることになった。この業績のため、グラントは直ちに正規軍の少将（それまでは志願兵の少将）に昇進した。ハレックの提案により、グラントはシャーマンとマクファーソンを正規軍の准将及び志願兵の少将に昇進させるよう、リンカーンに依頼した。シャーマンは後にビックスバーグの陥落によって「グラントの軍は戦争での働きに見合った分け前を得た」と記している。テネシー軍の前にはまだ数多くの任務が待っていたが、シャーマンの観察は概ね真実であった。その後直ぐに、グラントの責任が拡大されたため、テネシー軍はシャーマンに委ねられた。そして軍自体は1861年から1863年にかけての、カンバーランド川、テネシー川、ミシシッピ川での任務を終了し、東方に向かう作戦を開始した。加えて、ビックスバーグの後、テネシー軍の規模は縮小され、他の軍、基本的にはカンバーランド軍と共同作戦を行うようになった
。

#### ビックスバーグ方面作戦の戦闘序列
総司令官：ユリシーズ・グラント少将
|                                                                                   | 師団                                                 | 旅団 |
| --------------------------------------------------------------------------------- | ---------------------------------------------------- | --- |
| 第9軍団（オハイオ軍） John Parke少将                                              | 第1師団 Thomas Welsh准将                             | - 第1旅団（4個歩兵連隊） - 第3旅団（5個歩兵連隊） - 砲兵部隊（1個砲兵中隊）                                                    |
| 第9軍団（オハイオ軍） John Parke少将                                              | 第2師団 Robert Brown Potter准将                      | - 第1旅団（3個歩兵連隊） - 第2旅団（4個歩兵連隊） - 第3旅団（3個歩兵連隊） - 砲兵部隊（1個砲兵中隊）                           |
| 第9軍団（オハイオ軍） John Parke少将                                              | 砲兵予備                                             | 1個砲兵中隊 |
| 第13軍団 ジョン・A・マクラーナンド少将 エドワード・オード少将                     | 第9師団 Peter Joseph Osterhaus准将                   | - 第1旅団（5個歩兵連隊） - 第2旅団（5個歩兵連隊） - 騎兵部隊（3個騎兵連隊） - 砲兵部隊（2個砲兵中隊）                          |
| 第13軍団 ジョン・A・マクラーナンド少将 エドワード・オード少将                     | 第10師団 Andrew Jackson Smith准将                    | - 第1旅団（6個歩兵連隊） - 第2旅団（5個歩兵連隊） - 砲兵部隊（2個砲兵中隊）                                                    |
| 第13軍団 ジョン・A・マクラーナンド少将 エドワード・オード少将                     | 第12師団 Alvin Peterson Hovey准将                    | - 第1旅団（5個歩兵連隊） - 第2旅団（5個歩兵連隊） - 砲兵部隊（3個砲兵中隊）                                                    |
| 第13軍団 ジョン・A・マクラーナンド少将 エドワード・オード少将                     | 第14師団 Eugene Asa Carr准将                         | - 第1旅団（5個歩兵連隊） - 第2旅団（4個歩兵連隊） - 砲兵部隊（2個砲兵中隊）                                                    |
| 第15軍団 ウィリアム・シャーマン少将                                               | 第1師団 Frederick Steele少将                         | - 第1旅団（6個歩兵連隊） - 第2旅団（6個歩兵連隊） - 第3旅団（4個歩兵連隊） - 騎兵部隊（2個騎兵中隊） - 砲兵部隊（3個砲兵中隊） |
| 第15軍団 ウィリアム・シャーマン少将                                               | 第2師団 フランシス・プレストン・ブレア・ジュニア少将 | - 第1旅団（5個歩兵連隊） - 第2旅団（5個歩兵連隊） - 第3旅団（4個歩兵連隊） - 騎兵部隊（3個騎兵中隊） - 砲兵部隊（4個砲兵中隊） |
| 第15軍団 ウィリアム・シャーマン少将                                               | 第3師団 James M. Tuttle准将                          | - 第1旅団（4個歩兵連隊） - 第2旅団（4個歩兵連隊） - 第3旅団（3個歩兵連隊） - 砲兵部隊（2個砲兵中隊）                           |
| 第15軍団 ウィリアム・シャーマン少将                                               | 独立騎兵部隊部隊                                     | 1個騎兵連隊 |
| 第16軍団（分遣隊） カドワラダー・ウォッシュバーン少将                             | 第1師団 William Sooy Smith准将                       | - 第1旅団（4個歩兵連隊） - 第2旅団（4個歩兵連隊） - 第3旅団（4個歩兵連隊） - 第4旅団（2個歩兵連隊） - 砲兵部隊（4個砲兵中隊）  |
| 第16軍団（分遣隊） カドワラダー・ウォッシュバーン少将                             | 第4師団 Jacob Gartner Lauman准将                     | - 第1旅団（4個歩兵連隊） - 第2旅団（5個歩兵連隊） - 第3旅団（3個歩兵連隊） - 騎兵部隊（2個騎兵中隊） - 砲兵部隊（5個砲兵中隊） |
| 第16軍団（分遣隊） カドワラダー・ウォッシュバーン少将                             | 特設師団 Nathan Kimball准将                          | - Engelmann旅団（4個歩兵連隊） - Richmond旅団（4個歩兵連隊） - Montgomery旅団（4個歩兵連隊）                                   |
| 第17軍団 ジェイムズ・マクファーソン少将                                           | 第3師団 ジョン・A・ローガン少将                      | - 第1旅団（5個歩兵連隊） - 第2旅団（4個歩兵連隊） - 第3旅団（5個歩兵連隊） - 砲兵部隊（5個砲兵中隊）                           |
| 第17軍団 ジェイムズ・マクファーソン少将                                           | 第6師団 John McArthur准将                            | - 第1旅団（2個歩兵連隊） - 第2旅団（5個歩兵連隊） - 第3旅団（4個歩兵連隊） - 砲兵部隊（4個砲兵中隊）                           |
| 第17軍団 ジェイムズ・マクファーソン少将                                           | 第7師団 Isaac Ferdinand Quinby准将 John E. Smith准将 | - 第1旅団（4個歩兵連隊） - 第2旅団（5個歩兵連隊） - 第3旅団（4個歩兵連隊） - 砲兵部隊（4個砲兵中隊）                           |
| 第17軍団 ジェイムズ・マクファーソン少将                                           | Herron師団 Francis J. Herron准将                     | - 第1旅団（5個歩兵連隊、2個砲兵中隊） - 第2旅団（3個歩兵連隊、1個砲兵中隊）                                                    |
| 第17軍団 ジェイムズ・マクファーソン少将                                           | 独立騎兵部隊 Cyrus Bussey大佐                        | 3個騎兵連隊 |
| 北東ルイジアナ小軍管区 （District of Northeast Louisiana） Elias Smith Dennis准将 |                                                      | 2個旅団、1個基地防衛部隊 |

### チャタヌーガ及びノックスビル
ビックスバーグの占領後、テネシー軍は「そこでしばらくゆっくりしていた」。しかし、やがて軍には新たな役割が与えられ、1863年11月には、チャタヌーガの戦いにおいて、テネシー軍を含む複数の軍から構成される北軍が勝利した。その経緯は以下の通りであった。1863年9月後半、ブラクストン・ブラッグが率いる南軍テネシー軍が、チカマウガの戦いでウィリアム・ローズクランズのカンバーランド軍に勝利した。ローズクランズはチャタヌーガまで後退したが、ブラッグはこれを包囲した。この危機に対応するため、ワシントンはビックスバーグの勝者であるグラントを、新設したミシシッピ方面軍（Military Division of the Mississippi）の司令官に任命し、チャタヌーガへ進出してそこの全軍の指揮してブラッグを打ち破るように命じた。カンバーランド軍に関しては、ローズクランズを司令官に留めるか、あるいは隷下の軍団長であるジョージ・ヘンリー・トーマスを昇進させるか、陸軍省はその判断をグラントに委ねたが、グラントはトーマスを選んだ。チャタヌーガにおけるグラントの兵力は3つの軍の部隊から構成されていた。すなわち、トーマスのカンバーランド軍の35,000人、ジョセフ・フッカーが指揮するポトマック軍の分遣隊20,000人（2個軍団）、及びテネシー軍分遣隊（2個軍団）の17,000人であった。

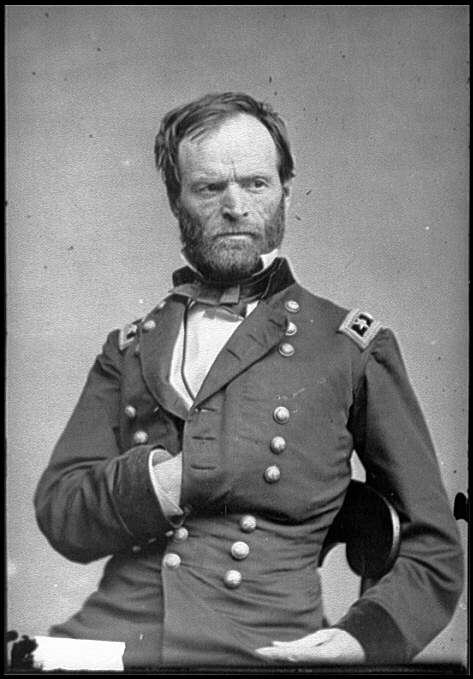
テネシー軍の第2代司令官となったシャーマン少将

テネシー軍の分遣隊を率いてチャタヌーガへ向かったのはシャーマンであった。軍はビックスバーグからミシシッピ川を遡り、メンフィスから東へと向かった。この進軍が開始された時点では、シャーマンは軍団長の地位にあったが、それが終ったときにはグラントの後任として「テネシー軍管区およびテネシー軍司令官」となっていた。シャーマンは彼の第15軍団の大部分（軍団長代理フランシス・プレストン・ブレア・ジュニア少将）と第17軍団の第2師団（John E. Smith准将）を引き連れて行った。シャーマンの軍の到着により、グラントはブラッグの包囲戦に対して攻勢に出ることができた。グラントは、シャーマンにミッショナリーリッジの北の端でブラッグの軍の右横腹を攻撃する任務を与えた。使用兵力は、率いてきた4個師団中3個師団といくらかの追加部隊で、北軍の攻撃の主力となることが意図されていた。しかし、11月25日のミッショナリー・リッジの戦いでは、シャーマンの攻撃は何の牽引力にもならず、トーマスのカンバーランド軍がミッショナリーリッジの中腹まで直接攻撃をかけ、南軍の前線を打ち破った。この状況では、テネシー軍はカンバーランド軍の二次的役割を果たすに留まった。
チャタヌーガの戦いが終わって直ぐに、グラントはシャーマンを第15軍団の一部も含む混成部隊の司令官に命じ、ノックスビルで南軍に包囲されているアンブローズ・バーンサイドの救援に向かわせた。シャーマンの接近を知った南軍は、ノックスビルの包囲を解いたため、シャーマンは第15軍団の兵士と共にチャタヌーガへと引き返した。後に、シャーマンは、この危機に際して第15軍団はメンフィスからチャタヌーガまで330マイル行軍し、さらにチャタヌーガからノックスビルへの往復230マイルの行軍を行ったと計算している。

#### チャタヌーガ方面作戦の戦闘序列
ミシシッピ方面軍戦闘序列
|                                           | 軍                                                | 軍団                                                            |
| ----------------------------------------- | ------------------------------------------------- | --------------------------------------------------------------- |
| ミシシッピ方面軍 ユリシーズ・グラント少将 | カンバーランド軍 ジョージ・ヘンリー・トーマス少将 | - 第4軍団 - 第14軍団 - 騎兵軍団 - 砲兵予備 - 工兵および基地部隊 |
| ミシシッピ方面軍 ユリシーズ・グラント少将 | ポトマック軍分遣隊 ジョセフ・フッカー少将         | - 第9軍団 - 第12軍団                                            |
| ミシシッピ方面軍 ユリシーズ・グラント少将 | テネシー軍分遣隊 ウィリアム・シャーマン少将       | - 第15軍団 - 第17軍団                                           |

テネシー軍分遣隊戦闘序列
| 軍団                                                  | 師団                               | 旅団                                                                                                 |
| ----------------------------------------------------- | ---------------------------------- | --- |
| 第15軍団 フランシス・プレストン・ブレア・ジュニア少将 | 第1師団 Peter Joseph Osterhaus准将 | - 第1旅団（9個歩兵連隊） - 第2旅団（6個歩兵連隊） - 砲兵部隊（3個砲兵中隊）                          |
| 第15軍団 フランシス・プレストン・ブレア・ジュニア少将 | 第2師団 Morgan Lewis Smith准将     | - 第1旅団（7個歩兵連隊） - 第2旅団（6個歩兵連隊） - 砲兵部隊（3個砲兵中隊）                          |
| 第15軍団 フランシス・プレストン・ブレア・ジュニア少将 | 第4師団 Hugh Boyle Ewing准将       | - 第1旅団（4個歩兵連隊） - 第2旅団（4個歩兵連隊） - 第3旅団（5個歩兵連隊） - 砲兵部隊（3個砲兵中隊） |
| 第17軍団                                              | 第2師団 John E. Smith准将          | - 第1旅団（5個歩兵連隊） - 第2旅団（5個歩兵連隊） - 第3旅団（4個歩兵連隊） - 砲兵部隊（3個砲兵中隊） |

### メリディアン方面作戦
シャーマンのテネシー軍のうち、チャタヌーガとノックスビルに参戦したのは、第15軍団を中心におよそ全兵力の1/3に過ぎなかった。第17軍団のほとんどは、マクファーソンの下にビックスバーグで他の任務についており、ハールバットの第16軍団はメンフィスにあった。1864年の始め、シャーマンは第16軍団と第17軍団から約20,000名からなる遠征軍を編成し、中央ミシシッピに侵攻して南軍の鉄道網と他のインフラを破壊し、北軍のミシシッピ川の支配をより強固なものとした。この部隊はシャーマン自身が率い、第17軍団の2個師団と第16軍団の2個師団から構成されていた。部隊は2月にビックスバーグに結集し、ほとんど敵の抵抗を受けること無くビックスバーグから330マイル離れたテネシー州メリディアンへと進み、2つの従陣を組んでビックスバーグへ戻った。ハールバットは左従陣、マクファーソンは右従陣を指揮した。部隊は、メリディアンの交通の中心地を2月中旬に破壊した。最近のメリディアン方面作戦の研究によると、これは後の海への進軍に見られる、インフラ破壊というシャーマン及びその部隊の戦術の「最終リハーサル」であった。他の歴史家は、メリディアン方面作戦はシャーマンに「南軍地域内においてでも、軍を危なげなく、また住民に金銭を支払って食料を得ながら行軍させることが可能であり、数千の兵士を犠牲にすること無く戦争を遂行できる」ことを教えたと述べている。メリディアン方面作戦後にハールバットはテネシー軍を離れ、メキシコ湾軍管区（Department of the Gulf）の司令官となった。

### アトランタ方面作戦

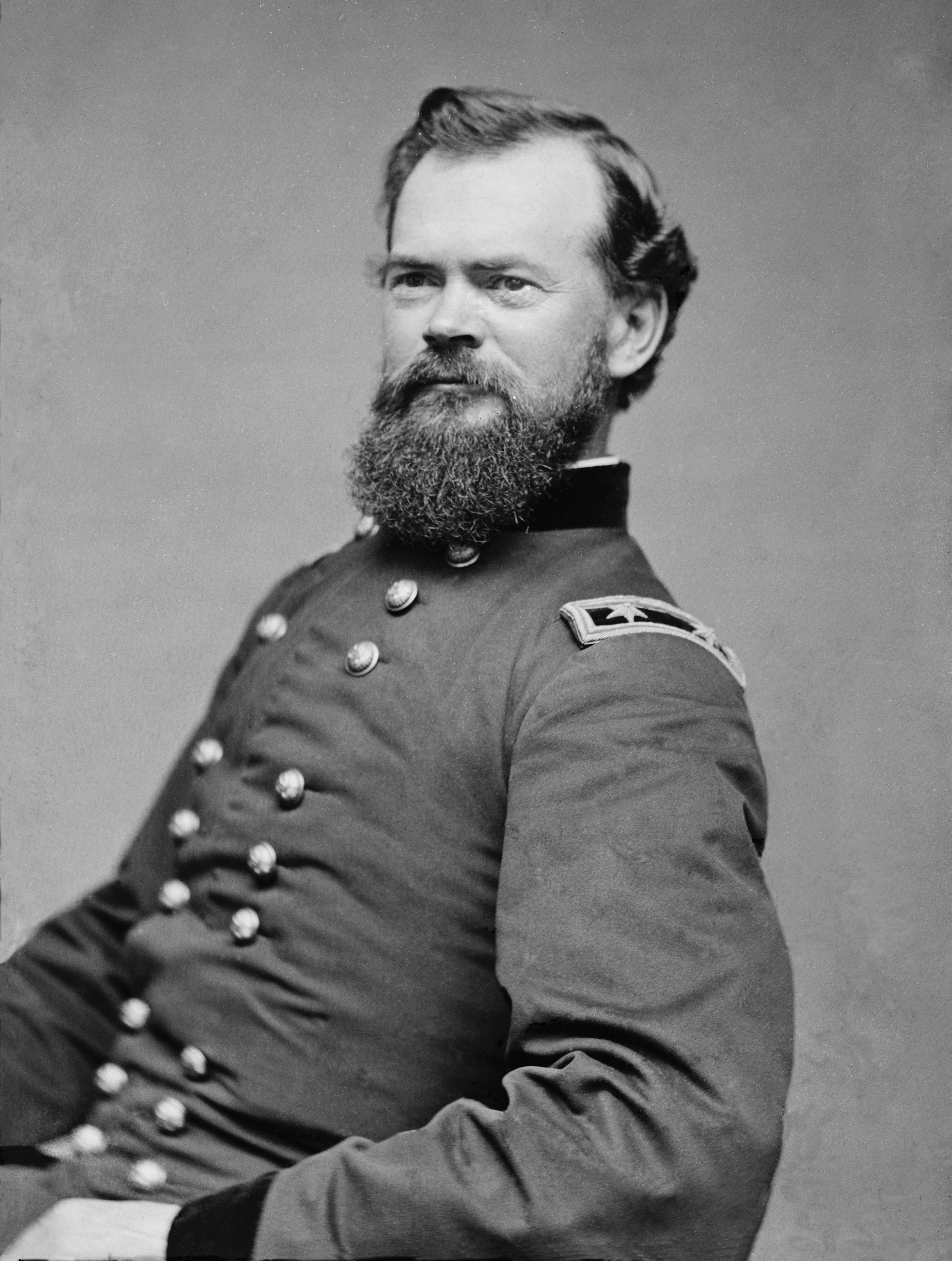
第3代テネシー軍司令官マクファーソン少将

チャタヌーガが確保されたことにより、ディープサウスの中心部への進撃路が開かれた。1864年のアトランタ方面作戦はシャーマンがその指揮を執ることとなり、テネシー軍は彼の「鞭ひも」として働いた"。1864年3月、リンカーンはグラントを中将に昇進させ、北軍の陸軍総司令官に任命した。このため、グラントは東部に移動し、その司令部をポトマック軍司令部に併設した。西部戦線では、シャーマンがグラントの後を受けてミシシッピ軍管区司令官に昇進し、テネシー軍の司令官には第17軍団長であったマクファーソンが昇進した。マクファーソンはグラントがヘンリー・ドネルソン方面作戦を実施した時に、その工兵部隊の責任者（中佐）としてテネシー軍におけるキャリアを開始していた。南軍側では、チャタヌーガの敗北後にブラッグは南軍テネシー軍の司令官を解任され、ジョセフ・ジョンストン大将、続いてジョン・ベル・フッド中将がその任に就いた。
シャーマンは後に5月初旬に開始されたアトランタ方面作戦を振り返って、ウェスタン＆アトランティック鉄道に沿っての「160マイル以上」の「120日間の連続した戦闘」で、「昼夜を問わず、大砲の砲熕とライフルの銃声が聞こえていた」と述べている。この作戦開始時におけるテネシー軍の兵力は約25,000人であり、ジョン・A・ローガン少将の第15軍団およびグレンビル・ドッジ准将の第16軍団左翼に加え、マクファーソンは今はフランシス・プレストン・ブレア・ジュニア少将が指揮する17軍団からも2個師団を抽出した。シャーマンの総兵力は、テネシー軍に加えて、ジョージ・ヘンリー・トーマスのカンバーランド軍（3個軍団）、ジョン・マカリスター・スコフィールドのオハイオ軍（1個軍団）の合計約100,000人であった。通常、兵力の多いカンバーランド軍が中央に位置し、テネシー軍とオハイオ軍が両翼を務めた。この複雑な作戦において、シャーマンは彼の旧知の軍に信頼を置いていたため、「テネシー軍を迂回攻撃に使うことを好んだ。」

シャーマンのアトランタ方面作戦
Confederate（南軍）
Union（北軍）

シャーマンのテネシー軍に対する信頼にもかかわらず、ある歴史家はマクファーソンを「積極性に欠けた」軍司令官であったと評価しており、また他の歴史家は「丘の向こうで何が起きているかを気にしすぎていた」と考察している。マクファーソンのこのような性格と、兵力が少なかったことも手伝って、作戦初期のレサカの戦いの前には、機会を生かして手柄を立てることはできなかった。シャーマンの南進が開始されると、ジョンストンはジョージア州ドールトンで防衛線を引いた。レサカからジョンストンの背後を脅かすことを期待し、シャーマンは北軍右翼のマクファーソンをロッキーフェイスリッジの西に送り、「占領も防衛も邪魔者も見張られもしていない」スネーククリーク峡谷を通ってレサカへ向かわせた。マクファーソンはジョンストンの背後には出たものの、シャーマンの計画であるジョンストンと南部からの鉄道補給を遮断する行動には出ず、そこで防御体制を取ってしまった。シャーマンの残りの部隊は移動し、5月13日-15日にかけてレサカで最初の大規模な戦闘が発生した。マクファーソンが期待通りの働きを見せていたら、決定的な勝利を得ることができたかもしえないが、シャーマンはジョンストンをアデアーズビルに後退させたことで満足せざるを得なかった。
レサカでの両軍の動きは、作戦初期の基調とも言えるものであった。シャーマンはジョンストンの側面を迂回して包囲しようと試み、ジョンストンはそれを避けてアトランタへ向かって後退した。6月27日、シャーマンは迂回作戦を止め、ケネソー山に陣を敷くジョンストンに正面攻撃をかけた。この攻撃が失敗すると、再び南下を開始するために、シャーマンはマクファーソンを右翼から左翼に大移動させた。7月18日、テネシー軍は巨大な旋回運動を完了し、北軍右翼から左翼へ転じて、デカターの東方でジョージア鉄道を遮断した。その1日前の7月17日、消極的なジョンストンは解任されジョン・ベル・フッドが南軍テネシー軍の司令官に任命された。攻撃的なフッドは、直ちにピーチツリークリークの戦い（7月20日）を開始した。フッドの作戦は右翼のオハイオ軍と中央のカンバーランド軍の間で北軍前線を分断するというものであったが、これには失敗した。続いて7月22日にはアトランタの戦いが発生し、フッドは強力な突撃を左翼に位置していたマクファーソンのテネシーに対して実施した。この戦いでマクファーソンは戦死し、軍の指揮は先任の軍団長であった第15軍団のローガンが代行した。7月22日の戦闘は、ある歴史家によると「テネシー軍の戦歴の頂点」であり、27,000人の兵力で「40,000人近くの兵力を有し、奇襲効果だけでなく位置的にも優位であった南軍を打ち破った。」
ローガンの戦場での成功にもかかわらず、シャーマンはウェストポイントの卒業生であり、カンバーランド軍の第4軍団長であったオリバー・O・ハワード少将をテネシー軍の司令官に任命した。その後、シャーマンはアトランタ西方から攻めることとし、テネシー軍を右翼へと移動させた。この動きによって、7月28日にエズラ教会の戦いが発生し、ハワードはフッドの3回目の攻撃を「容易に撃退した。」しかし、シャーマンはこの結合点での北軍騎兵部隊の敗北という痛手を受けており、その後約1ヶ月に渡って北軍の活動は不活発になった。8月になって、アトランタの北および南の拠点を放棄し、テネシー軍をアトランタの南方に大きく迂回させてフッドの最後の鉄道補給線を攻撃することで、この手詰まり状態から抜け出した。8月31日、ジョーンズバラの戦いの初日、南軍の最後の攻撃は撃退された。鉄道連絡を失ったため、フッドの南軍部隊は9月1日の夜から2日にかけて、アトランタを放棄して脱出した。シャーマンのアトランタ攻略はテネシー軍の武勇によって得られたものであり、「ビックスバーグ攻略と並ぶ偉大な勝利」であり、11月のリンカーン再選に大いに貢献した。シャーマンは後に、第15軍団は作戦中に約178マイルの「横方向の移動」を行ったと見積もっている。

#### アトランタ方面作戦の戦闘序列
ミシシッピ方面軍戦闘序列
|                                             | 軍 | 軍団                             |
| ------------------------------------------- | --- | -------------------------------- |
| ミシシッピ方面軍 ウィリアム・シャーマン少将 | カンバーランド軍 ジョージ・ヘンリー・トーマス少将                                                           | - 第4軍団 - 第14軍団 - 第20軍団  |
| ミシシッピ方面軍 ウィリアム・シャーマン少将 | テネシー軍 ジェイムズ・マクファーソン少将（戦死） ジョン・A・ローガン少将（代理） オリバー・O・ハワード少将 | - 第15軍団 - 第16軍団 - 第17軍団 |
| ミシシッピ方面軍 ウィリアム・シャーマン少将 | オハイオ軍 ジョン・マカリスター・スコフィールド少将                                                         | - 第23軍団                       |

テネシー軍戦闘序列
| 軍団                                                  | 師団                                | 旅団 |
| ----------------------------------------------------- | ----------------------------------- | --- |
| 第15軍団 ジョン・A・ローガン少将                      | 第1師団 Peter Joseph Osterhaus准将  | - 第1旅団（4個歩兵連隊） - 第2旅団（4個歩兵連隊） - 第3旅団（5個歩兵連隊） - 砲兵部隊（2個砲兵中隊）              |
| 第15軍団 ジョン・A・ローガン少将                      | 第2師団 Morgan Lewis Smith准将      | - 第1旅団（7個歩兵連隊） - 第2旅団（6個歩兵連隊） - 第3旅団（4個歩兵連隊） - 砲兵部隊（3個砲兵中隊）              |
| 第16軍団 グレンビル・ドッジ少将                       | 第2師団 Thomas William Sweeny准将   | - 第1旅団（3個歩兵連隊） - 第2旅団（4個歩兵連隊） - 第3旅団（4個歩兵連隊）                                        |
| 第16軍団 グレンビル・ドッジ少将                       | 第4師団 James C. Veatch准将         | - 第1旅団（4個歩兵連隊） - 第2旅団（4個歩兵連隊） - 第3旅団（3個歩兵連隊） - 砲兵部隊（3個砲兵中隊）              |
| 第17軍団 フランシス・プレストン・ブレア・ジュニア少将 | 第3師団 Mortimer Dormer Leggett准将 | - 第1旅団（6個歩兵連隊） - 第2旅団（4個歩兵連隊） - 第3旅団（1個歩兵連隊、1個歩兵大隊） - 砲兵部隊（3個砲兵中隊） |
| 第17軍団 フランシス・プレストン・ブレア・ジュニア少将 | 第4師団 ウォルター・グレシャム准将  | - 第1旅団（5個歩兵連隊） - 第2旅団（5個歩兵連隊） - 第3旅団（4個歩兵連隊、1個砲兵中隊） - 砲兵部隊（4個砲兵中隊） |

### 海への進軍

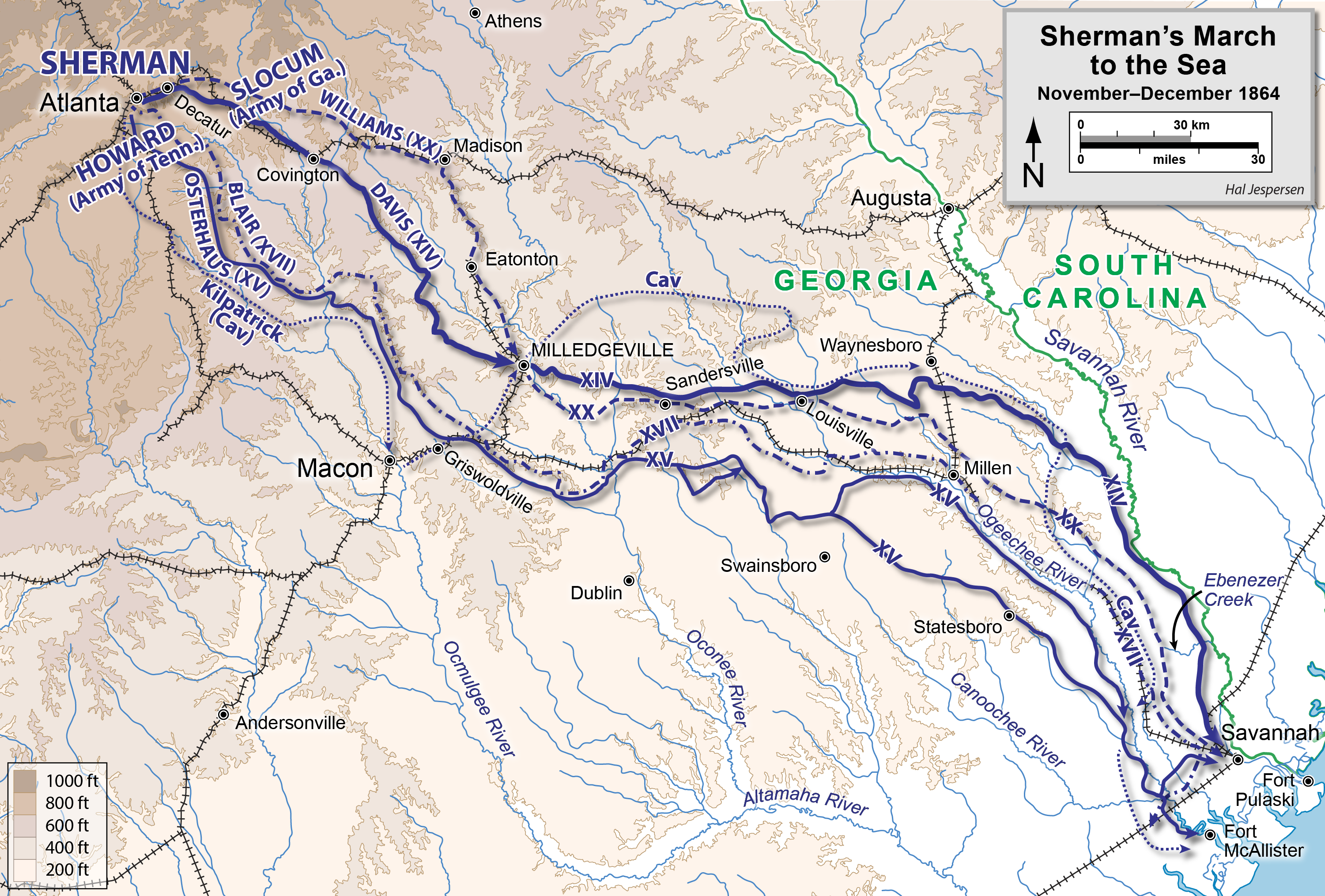
シャーマンの海への進軍

オリバー・ハワード隷下のテネシー軍は、続いてシャーマンの海への進軍とカロライナ方面作戦において、その右翼を努めることとなるが、それまでには若干の時間があった。9月初めにアトランタを失った後、南軍のフッドは残存兵力を集め、後方との通信線を攻撃してシャーマンを北方におびき出し、テネシー州を脅かすことで、いくらかの成功を求めた。シャーマンは、チャタヌーガ方面への転進とそれに続くアトランタへの復帰で、テネシー軍は270マイル移動する必要があったと見積もっている。この間（9月-10月）に、シャーマンは彼の部隊の編成を変更している。ダッジの第16軍団は解散され、その部隊は第15軍団と第17軍団へ配属された。テネシー軍本体における第16軍団の役割は、これで終了した。
最終的にシャーマンは、テネシー防衛のためにジョージ・トーマスとジョン・スコフィールドに分遣隊の指揮を任せ、約60,000名の兵力を率いて南東の海へ向かって進撃することを、上司から許可された。11月と12月の間、テネシー軍はシャーマンの右翼として、海へ向かって約280マイル進軍した。ハワードの指揮下にあったのは、ピーター・オスターハウス（Peter J. Osterhaus） 少将の第15軍団と、ブレアの第17軍団であった。カンバーランド軍から抽出された軍団で編成された、ヘンリー・スローカム少将のジョージア軍がもう一翼を務めた。
シャーマン自身はほとんど反撃を受けることがなかったこの進軍を「対抗相手のいない強力な軍の移動による、内陸部から沿岸部への基地の移設であり、そこから他の重要な結果を得ることができた」と評している。よく知られているように、彼の部隊は土地を奪い南部の資産を鉄笛的に破壊することによって、南軍の戦意を喪失させた。（行軍開始に先立ち、ある兵士は「シャーマンはこの国をキリスト教化するために我々を使おうとしていることを。。。我々は理解している」と書いている）作戦の最終段階の12月13日、シャーマンは彼の古いシャイロー師団 - 今はウィリアム・ヘイズン准将のテネシー軍第15軍団の第2師団 - を使って、ジョージア州サバンナ郊外のマカリスター砦（Fort McAllister）を制圧した。12月21日、進軍はサバンナを占領して終了した。テネシー軍とジョージア軍は、シャーマンをしてリンカーンにサバンナというクリスマスプレゼントを与えた。。。150門の重砲と大量の砲弾、また25,000包の綿花のおまけつきであった。シャーマン自身の卑下にもかかわらず、海への進軍は「南北戦争最大の出来事」の一つであった。ジョージアをほぼ無抵抗で移動したシャーマンの機動により、南軍は「余命いくばくもない」状態となり、バージニアにあったロバート・E・リーの北バージニア軍の戦意を喪失させた。

### カロライナ方面作戦

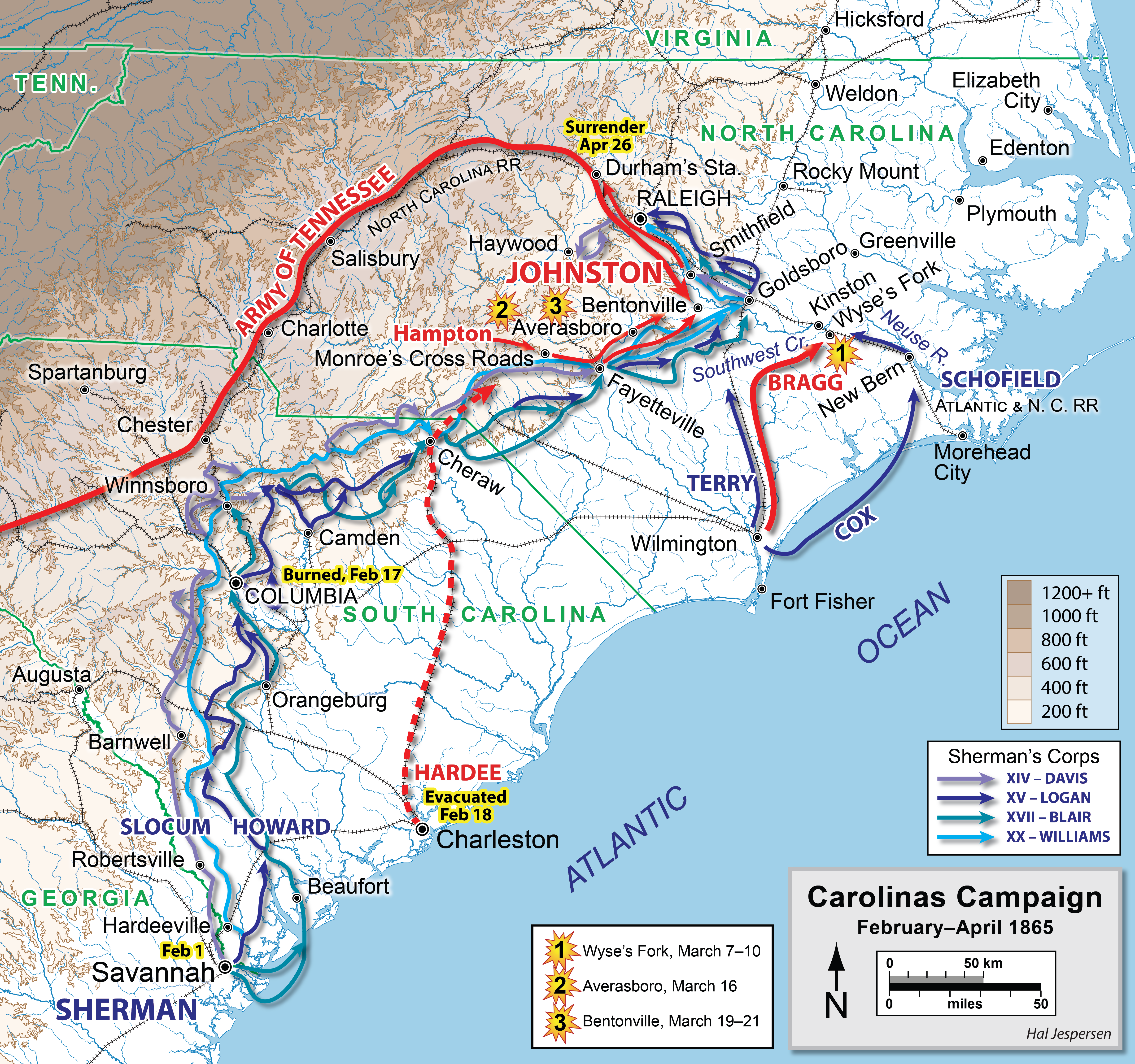
シャーマンのカロライナ方面作戦

1865年2月1日、サバンナに約1ヶ月留まった後に、シャーマンは再び軍を動かし破壊的な進軍を開始した。今回は北に向かって南北カロライナ州を通過し、最終的な目的はバージニアのグラントと合流することであった。ハワードのテネシー軍はその右翼を務め、再びローガンが指揮を執る第15軍団と、ブレアの第17軍団で構成されていた。左翼はスローカムのジョージア軍が務めた。サウスカロライナ州での南軍の抵抗はほとんど無く、シャーマンは合衆国から最初に脱退した州を徹底的に破壊した。（シャーマンは3月初めにはサウスカロライナを通過し終えたが、ある兵士はサウスカロライナは「今や正しさを回復した」と述べている。）ノースカロライナ州では、シャーマンとアトランタ方面作戦で戦ったジョンストンが、激しく抵抗した。シャーマンにとって最後の大きな戦闘となった3月中旬のベントンビルの戦いは、ほとんどがスローカムのジョージア軍によって戦われた。敗北したジョンストンは北西に向かって脱出し、シャーマンはゴールズバラで、グラントの命令に従ってテネシーから東進してきたジョン・スコフィールドの部隊と会合した。テネシー軍は50日間でサバンナからゴールズバラまでの約450マイルを進軍し、もはやバージニアのグラントとの合流を妨げるものは無いものと思われた。シャーマンは後にこの作戦を「かつて文明国に組織化された軍が実施した最も長く、かつ重要な進軍の一つ」と記している。シャーマンの急速な前進を観察して、ジョー・ジョンストンは「ジュリアス・シーザーの時代以来、このような軍はなかった」と結論づけている。

#### ベントンビルの戦いの戦闘序列
西部総軍（Grand Army of the West）戦闘序列
|                                     | 軍                                               | 軍団                  |
| ----------------------------------- | ------------------------------------------------ | --------------------- |
| 西部総軍 ウィリアム・シャーマン少将 | 右翼（テネシー軍） オリバー・O・ハワード少将     | - 第15軍団 - 第17軍団 |
| 西部総軍 ウィリアム・シャーマン少将 | 左翼（ジョージア軍） ヘンリー・W・スローカム少将 | - 第14軍団 - 第20軍団 |
| 西部総軍 ウィリアム・シャーマン少将 | 騎兵 ジャドソン・キルパトリック准将              | 1個師団               |

テネシー軍戦闘序列
| 軍団                                                  | 師団                              | 旅団                                                                       |
| ----------------------------------------------------- | --------------------------------- | -------------------------------------------------------------------------- |
| 第15軍団 ジョン・A・ローガン少将                      | 第1師団 PCharles R. Woods少将     | - 第1旅団（5個歩兵連隊） - 第2旅団（7個歩兵連隊） - 第3旅団（5個歩兵連隊） |
| 第15軍団 ジョン・A・ローガン少将                      | 第2師団 ウィリアム・ヘイズン少将  | - 第1旅団（6個歩兵連隊） - 第2旅団（6個歩兵連隊） - 第3旅団（5個歩兵連隊） |
| 第15軍団 ジョン・A・ローガン少将                      | 第3師団 John E. Smith准将         | - 第1旅団（5個歩兵連隊） - 第2旅団（6個歩兵連隊）                          |
| 第15軍団 ジョン・A・ローガン少将                      | 第4師団 John M. Corse准将         | - 第1旅団（4個歩兵連隊） - 第2旅団（3個歩兵連隊） - 第3旅団（4個歩兵連隊） |
| 第15軍団 ジョン・A・ローガン少将                      | 砲兵部隊 William H. Ross中佐      | 4個砲兵中隊                                                                |
| 第17軍団 フランシス・プレストン・ブレア・ジュニア少将 | 第1師団 Joseph A. Mower少将       | - 第1旅団（4個歩兵連隊） - 第2旅団（4個歩兵連隊） - 第3旅団（3個歩兵連隊） |
| 第17軍団 フランシス・プレストン・ブレア・ジュニア少将 | 第3師団 Manning Force准将         | - 憲兵隊（1個連隊） - 第1旅団（5個歩兵連隊） - 第2旅団（4個歩兵連隊）      |
| 第17軍団 フランシス・プレストン・ブレア・ジュニア少将 | 第4師団 Giles Alexander Smith少将 | - 第1旅団（5個歩兵連隊） - 第3旅団（5個歩兵連隊）                          |
| 第17軍団 フランシス・プレストン・ブレア・ジュニア少将 | 砲兵部隊 Allen C. Waterhouse少佐  | 3個砲兵中隊                                                                |

### 戦争の終了と軍の解散

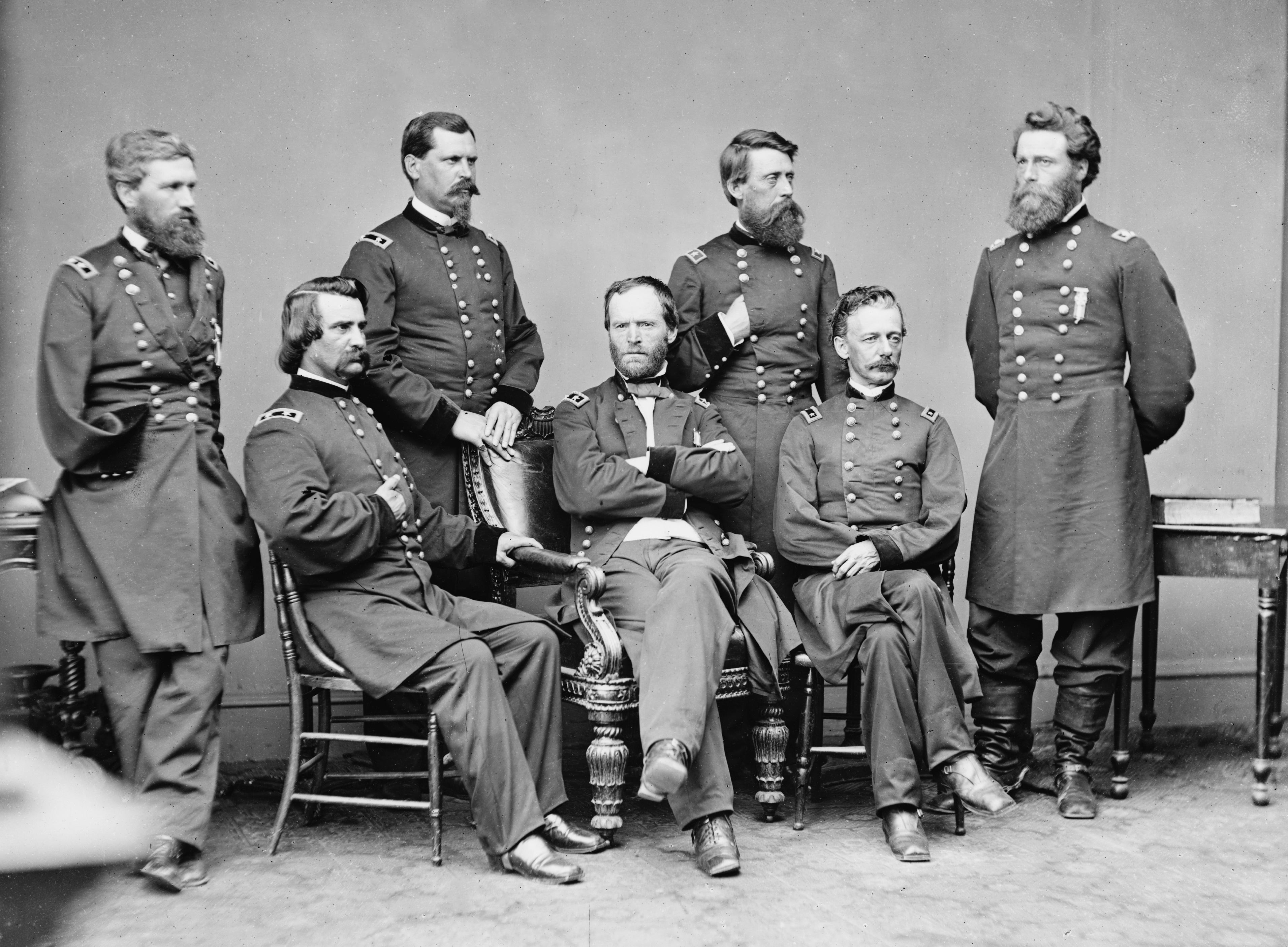
General戦傷終了時点のシャーマンとその隷下の将軍たち。ハワード、ローガン、ヘイズン、デービス、スローカムoおよび マウワー。ハワードとローガンは最後およびその前のテネシー軍司令官で合った

1865年4月9日、リーがアポマトックス・コートハウスでグラントに降伏したが、翌4月10日にシャーマンはノースカロライナ州ローリーへ向かって前進を再開していた。今回の兵力は約90,000人—右翼はハワードのテネシー軍、中央はスコフィールドのオハイオ軍、左翼はスローカムのジョージア軍—であった。シャーマンがリーの降伏を知ったのは、4月11日から12日のかけての夜であった。シャーマンの直接の敵はローリー近くにあったジョンストンの軍であったが、もはや戦闘を行う必要はほとんど無くなった。シャーマンは13日にローリーに入城したが、ジョンストンは長くまた微妙な降伏交渉を開始した。4月26日、ジョンストンは南北カロライナ、ジョージアおよびフロリダの全南軍と共にダーラム駅でシャーマンに降伏した。その後、テネシー軍とジョージア軍はワシントンD.C.まで250マイル行軍し、シャーマンと共に5月24日の大観閲式に参加した。
マクファーソンの戦死後、ローガンを飛び越えてハワードがテネシー軍司令官を務めていたが、その傷心を和らげるため、シャーマンはローガンを最後のテネシー軍司令官に任命した。このため、大観閲式ではローガンが軍を率いた。7月13日、ローガンはテネシー軍に対し、「4年に渡って人類がかって経験した事が無い悲惨で破壊的な戦争に苦しみつつ、我々は、今日まで、反乱軍が我々から奪い取った全ての要塞と武器庫、五大湖からメキシコ湾までの都市、町、村々に国家の統一と強さを示す星条旗をかかげてきた」との惜別の意を表している 。1865年8月1日、テネシー軍は解散した。

## 歴代軍司令官
南東ミズーリ小軍管区
| 司令官                   | 就任         | 離任           | 主な戦い   |
| ------------------------ | ------------ | -------------- | ---------- |
| ユリシーズ・グラント准将 | 1861年9月1日 | 1861年12月23日 | ベルモント |

ケイロー小軍管区
| 司令官                   | 就任           | 離任          | 主な戦い             |
| ------------------------ | -------------- | ------------- | -------------------- |
| ユリシーズ・グラント准将 | 1861年12月23日 | 1862年2月14日 | ヘンリー、ドネルソン |

西テネシー小軍管区
| 司令官                   | 就任          | 離任           | 主な戦い                            |
| ------------------------ | ------------- | -------------- | ----------------------------------- |
| ユリシーズ・グラント少将 | 1862年2月14日 | 1862年4月30日  | シャイロー                          |
| ユリシーズ・グラント少将 | 1862年4月30日 | 1862年6月10日  | コリンスの包囲戦                    |
| ユリシーズ・グラント少将 | 1862年6月10日 | 1862年10月16日 | 第二次コリンスの戦い （分遣隊のみ） |

テネシー軍管区
| 司令官                          | 就任           | 離任           | 主な戦い                                                   |
| ------------------------------- | -------------- | -------------- | ---------------------------------------------------------- |
| ユリシーズ・グラント少将        | 1862年10月16日 | 1863年10月24日 | ビックスバーグ方面作戦                                     |
| ウィリアム・シャーマン少将      | 1863年10月24日 | 1864年3月26日  | チャタヌーガ、ミッショナリー・リッジ、メリディアン         |
| ジェイムズ・マクファーソン少将  | 1864年3月26日  | 1864年7月22日  | アトランタ方面作戦、アトランタ                             |
| ジョン・A・ローガン少将（代理） | 1864年7月22日  | 1864年7月27日  | アトランタ                                                 |
| オリバー・O・ハワード少将       | 1864年7月27日  | 1865年5月19日  | エズラ教会、ジョーンズバラの戦い、海への進軍、ベントンビル |
| ジョン・A・ローガン少将         | 1865年5月19日  | 1865年8月1日   |                                                            |

## 参考資料
- Ambrose, Stephen E.. Halleck: Lincoln's Chief of Staff. reprint, 1990 ed. Baton Rouge: Louisiana State University Press; 1962. ISBN 0-8071-2071-5.
- Badeau, Adam. Military History of Ulysses S. Grant, From April, 1861, to April, 1865. New York: D. Appleton; 1885.
- Bailey, Anne J.. The Chessboard of War: Sherman and Hood in the Autumn Campaigns of 1864. Lincoln: University of Nebraska Press; 2000. ISBN 0-8032-1273-9.
- Ballard, Michael B.. U.S. Grant: The Making of a General, 1861 – 1863. Lanham: Rowman & Littlefield Publishers; 2005. ISBN 0-7425-4308-0.
- Carpenter, John A.. Sword and Olive Branch: Oliver Otis Howard. reprint, 1999 ed. New York: Fordham University Press; 1964. ISBN 0-8232-1987-9.
- Castel, Albert. Decision in the West: The Atlanta Campaign of 1864. Lawrence: University Press of Kansas; 1992. ISBN 0-7006-0562-2.
- Conger, Arthur L.. The Rise of U.S. Grant. reprint, 1996 ed. New York: Da Capo Press; 1931. ISBN 0-306-80693-2.
- Cox, Jacob D.. Atlanta – Campaigns of the Civil War. New York: Charles Scribner's Sons; 1882.
- Cox, Jacob D.. The March to the Sea; Franklin and Nashville – Campaigns of the Civil War. reprint, 1913 ed. New York: Charles Scribner's Sons; 1882.
- Cox, Jacob D.. Military Reminiscences of the Civil War. New York: Charles Scribner's Sons; 1900.
- Daniel, Larry J.. Shiloh: The Battle that Changed the Civil War. New York: Simon and Schuster; 1997. ISBN 0-684-83857-5.
- Dawson, George F.. Life and Services of General John A. Logan as Soldier and Statesman. Chicago: Belford, Clarke & Co; 1887.
- Civil War High Commands. Stanford: Stanford University Press; 2001. ISBN 0-8047-3641-3.
- George Thomas: Virginian for the Union. Norman: University of Oklahoma Press; 2007. ISBN 978-0-8061-3867-1
- Struggle for the Heartland. Lincoln: University of Nebraska Press; 2001. ISBN 0-8032-1818-4.
- Grant and Sherman: The Friendship That Won the Civil War. New York: Farrar, Straus and Giroux; 2005. ISBN 0-374-16600-5.
- Foster, Buck T.. Sherman's Mississippi Campaign. Tuscaloosa: University of Alabama Press; 2006. ISBN 978-0-8173-1519-1.
- Grant, Ulysses S.. Memoirs and Selected Letters. reprint, 1990 ed. New York: Library of America; 1885. ISBN 0-940450-58-5.
- How the North Won the War: A Military History of the Civil War. Urbana: University of Illinois Press; 1991. ISBN 0-252-06210-8.
- Hirshson, Stanley P.. The White Tecumseh: A Biography of General William T. Sherman. New York: John Wiley & Sons; 1997. ISBN 0-471-28329-0.
- Howard, Oliver O.. Autobiography of Oliver Otis Howard, Major General, United States Army. New York: Baker & Taylor; 1908.
- Johnston, Joseph E.. Narrative of Military Operations, Directed, During the Late War Between the States. New York: D. Appleton; 1874.
- Lewis, Lloyd. Sherman: Fighting Prophet. reprint, 1994 ed. New York: Smithmark; 1932. ISBN 0-8317-3287-3.
- Marszalek, John F.. Commander of All Lincoln's Armies: A Life of General Henry W. Halleck. Cambridge: Belknap Press; 2004. ISBN 0-674-01493-6.
- Marszalek, John F.. Sherman: A Soldier's Passion for Order. New York: Free Press; reissued with new Preface, Carbondale: Southern Illinois University Press, 2007; 1992. ISBN 0-02-920135-7.
- Marszalek, John F.. Sherman's March to the Sea. Abilene: McWhiney Foundation Press; 2005. ISBN 1-893114-16-3.
- Martin, David. The Vicksburg Campaign: April 1862–July 1863. Cambridge: Da Capo Press; 1994. ISBN 0-306-81219-3.
- McKinney, Francis F.. Education in Violence: The Life of George H. Thomas and the History of the Army of the Cumberland. reprint, 1991 ed. Chicago: Americana House; 1961. ISBN 0-9625290-1-X.
- McMurry, Richard M.. Atlanta 1864: Last Chance for the Confederacy. Lincoln: University of Nebraska Press; 2000. ISBN 0-8032-3212-8.
- Abraham Lincoln: A History. New York: Century; 1890.
- Statistical Record of the Armies of the United States – Campaigns of the Civil War. reprint, 2002 ed. Edison: Castle Books; 1883. ISBN 0-7858-1585-6.
- Rawlins, John A. (1866). "Address". Report of the Proceedings of the Society of the Army of the Tennessee. 1 (1877): 24.
- Reid, Whitelaw. Ohio in the War: Her Statesmen, Her Generals, and Soldiers. New York: Moore, Wilstach & Baldwin; 1868.
- Schenker, Carl R., Jr. (2010). "Ulysses in His Tent: Halleck, Grant, Sherman, and 'The Turning Point of the War'". Civil War History 56 (2): 175–221. doi:10.1353/cwh.0.0148.
- Schenker, Carl R., Jr. (2006). "Grant's Rise From Obscurity". North & South 9: 3.
- Secrist, Philip L.. Sherman's 1864 Trail of Battle to Atlanta. Macon: Mercer University Press; 2006. ISBN 0-86554-745-9.
- Sherman, William T.. Memoirs. reprint, 1990 ed. New York: Library of America; 1875, 1886. ISBN 0-940450-65-8.
- Sifakis, Stewart. Who Was Who in the Civil War. New York: Facts On File Publications; 1988. ISBN 0-8160-1055-2.
- Simon, John Y., ed.. The Papers of Ulysses S. Grant. Carbondale: Southern Illinois University Press; 1967–.
- Simpson, Brooks D.. Ulysses S. Grant: Triumph over Adversity, 1822 – 1865. Boston: Houghton Miflin Company; 2000. ISBN 0-395-65994-9.
- Smith, Jean Edward. Grant. New York: Simon and Schuster; 2001. ISBN 0-684-84927-5.
- U.S. War Department. The War of the Rebellion: A Compilation of the Official Records of the Union and Confederate Armies. Washington, D.C.: Government Printing Office; 1880–1901.
- Wallace, Lew. An Autobiography. New York: Harper & Brothers; 1906.
- Woodworth, Steven E.. Nothing but Victory: The Army of the Tennessee, 1861 – 1865. New York: Alfred A. Knopf; 2005. ISBN 0-375-41218-2.